# Rutger von Ascheberg

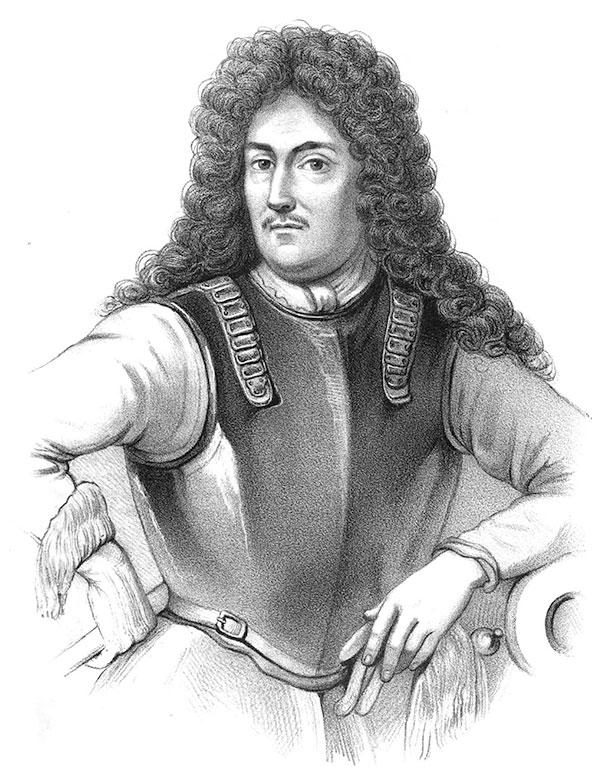
Rutger von Ascheberg

Graf Rutger von Ascheberg (* 2. Juni 1621 auf Gut Perbohnen, Herzogtum Kurland und Semgallen; † 17. April 1693 in Göteborg) war ein deutsch-baltischer Feldmarschall in schwedischen Diensten und einer der größten Feldherren und Politiker Schwedens.

## Leben
Seine Eltern waren der Herr auf Abgullen Wilhelm von Ascheberg und dessen Ehefrau Margareta von der Osten genannt Sacken.
Er wurde im Kurland, heute ein Teil von Lettland, geboren und kämpfte während des Dreißigjährigen Krieges in Diensten von König Karl X. Gustav von Schweden. Bereits mit 13 Jahren wurde er Page in der schwedischen Armee unter Bernhard von Weimar. 1640 stand er als einfacher Reiter zunächst unter Johan Banér und später Torstensson. Im Jahr 1644 stieg er zum Kornett auf und zeichnete sich 1645 in der Schlacht bei Jankau aus. Sein Schwadron griff neunmal an, Ascheberg überließ erbeutete Banner seinem Quartiermeister, verfolgte den fliehenden Feind und konnte einen General gefangen nehmen.  1646 wurde er zum Rittmeister befördert und kämpfte in weiteren Feldzügen, bis die Armee 1648 nach dem Frieden aufgelöst wurde. In den 1650er Jahren war er in Hessen. Dort war er Amtmann der hessisch-darmstädtischen Herrschaft Itter.
Als der Zweite Nordischer Krieg ausbrach, schloss er sich der Armee von Karl X. Gustav an. Für seine Leistung erhielt er vom König einen Degen, eine goldene Kette im Wert von zweitausend Dukaten sowie ein Lehen in Preußen. Im Feldzug gegen Dänemark zeichnete er sich erneut aus. Er nahm am Marsch über den Belt, der Belagerung von Bremervörde und dem Sturm auf Kopenhagen teil ebenfalls an der Verteidigung von Sonderburg.
Unter Karl XI. wurde er 1673 zum Freiherrn ernannt. Er besiegte als Befehlshaber und Vertrauensmann seines Königs 1676 und 1677 in den Schlachten bei Lund und Karlskrona die dänische Armee, wurde 1678 zum Feldmarschall ernannt. Als die schonische Armee 1679 abgemustert wurde, erhielt er vom König ein Hutband aus Diamanten.
1680 wurde er Nachfolger von Johan Gyllenstjerna als Generalgouverneur von Skåne, Halland, Göteborg, Bohuslän und Dal. Es war das größte Gebiet das ein Gouverneur erhalten konnte. Hier sorgte er für die Wiedergründung der Universität Lund und den Anschluss an andere Provinzen. Schließlich wurde er 1687 in den schwedischen Grafenstand erhoben. Er starb am 17. April 1693 in Göteborg und wurde in der Christinenkirche  bestattet. Das Grab hatte er noch zu Lebzeiten errichten lassen und ist noch heute zu sehen.
Während seiner Zeit in Hessen heiratete er Magdalena Eleonora von Buseck genannt Münch, mit der er 25 Kinder hatte. Rutgers Tochter Sofia Louisa heiratete 1685 Hans Wachtmeister zu Johannishus.
Rutgers Frau Magdalena Eleonora starb am 9. Juni 1690 in Malmö im Alter von 58 Jahren. Im Jahr darauf wurde sie umgebettet und in Göteborg, im Beisein des Königs, beerdigt.

## Trivia
Die Aschebergsgatan in Göteborg ist eine nach ihm benannte Straße.